# Frida Malmgren
Frida Gunilla Malmgren, född 6 oktober 1984 i Karlstad, är en svensk serieskapare. Hennes mest kända serie är Tjejerna på Höjden, som i Sverige publicerats i dagstidningarna Aftonbladet och Metro.
Malmgren har även studerat psykologi i Uppsala och Lund. Serien Tjejerna på höjden har sina förebilder i Malmgren och hennes vänner i Lund, och bland inspirationskällorna finns Nina Hemmingsson och serien Rocky. Efter examen har hon arbetat som skolpsykolog, och hon blev hösten 2015 relationsexpert på Aftonbladet TV.